# Liste der Biografien/Bech
Liste der Biografien |
Portal Biografien |
Personensuche
# |
A |
B |
C |
D |
E |
F |
G |
H |
I |
J |
K |
L |
M |
N |
O |
P |
Q |
R |
S |
T |
U |
V |
W |
X |
Y |
Z |
?
 
Ba |
Be |
Bd |
Bg |
Bh |
Bi |
Bj |
Bl |
Bm |
Bn |
Bo |
Br |
Bs |
Bu |
Bw |
By |
Bz
 
Bea–Beb |
Bec |
Bed |
Bee |
Bef |
Beg |
Beh |
Bei |
Bej |
Bek |
Bel |
Bem |
Ben |
Beo |
Bep |
Beq |
Ber |
Bes |
Bet |
Beu |
Bev |
Bew |
Bex |
Bey |
Bez
 
Beca |
Becc |
Bece |
Bech |
Beci |
Beck |
Becl |
Becm |
Becn |
Beco |
Becq |
Becr |
Becs |
Bect |
Becu |
Becv |
Becz
Die Liste der Biografien führt alle Personen auf, die in der deutschsprachigen Wikipedia einen Artikel haben. Dieses ist eine Teilliste mit 301 Einträgen von Personen, deren Namen mit den Buchstaben „Bech“ beginnt.

## Bech
- Bech, Andreas (* 1969), deutscher Ruderer
- Bech, Gitte Lillelund (* 1969), dänische Politikerin, Mitglied des Folketing
- Bech, Greta Svabo (* 1987), färöische Sängerin und Liedermacherin
- Bech, Joseph (1887–1975), luxemburgischer Staatsmann und Politiker, Mitglied der ChambreJoseph Bech (1887–1975)

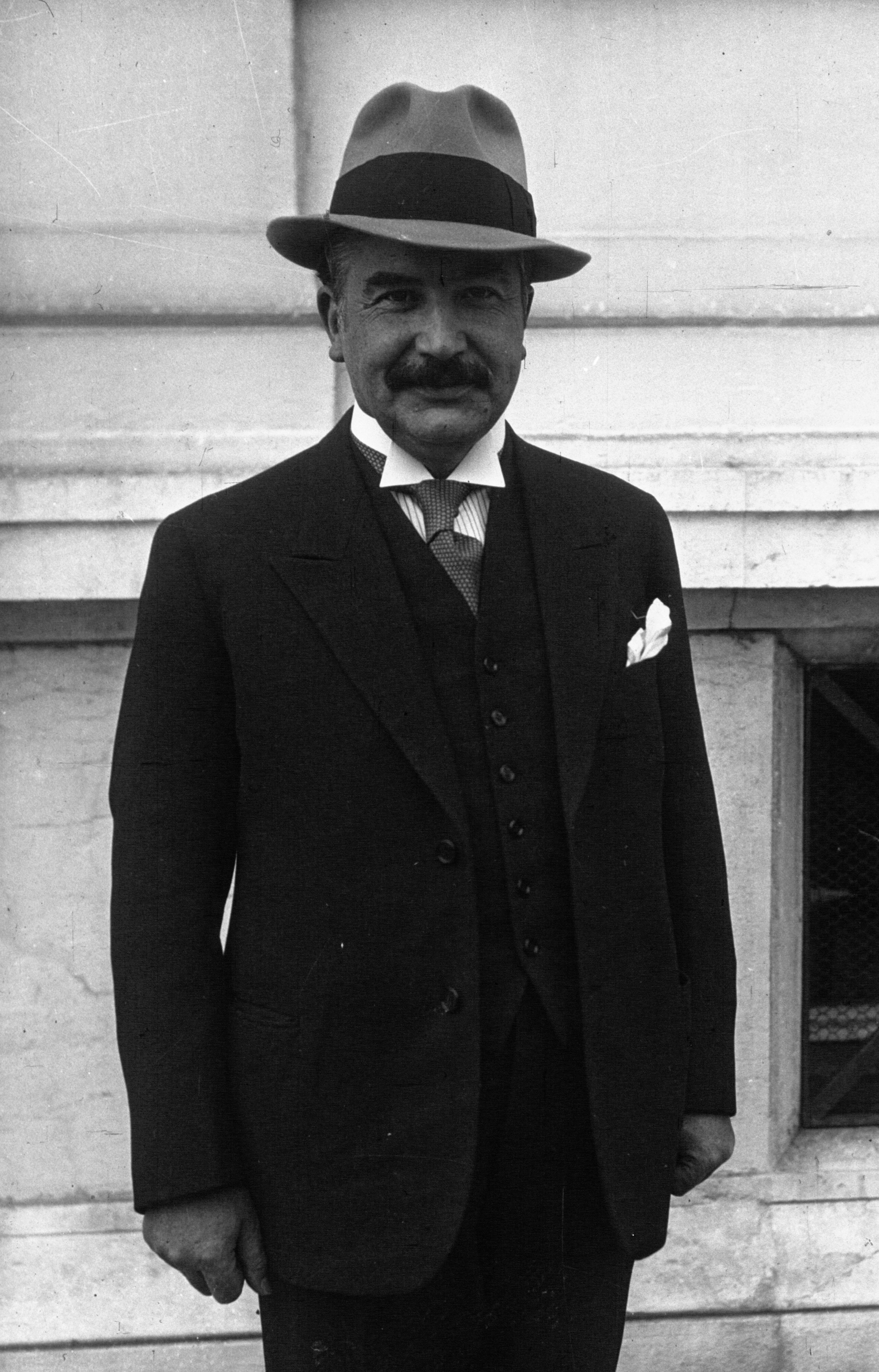
Joseph Bech (1887–1975)

- Bech, Lili (1885–1939), dänische Schauspielerin bei Bühne und Stummfilm
- Bech, Lukáš (* 1972), tschechischer Schauspieler und Kinderdarsteller
- Bech, Mannhard (* 1967), deutscher Handballspieler
- Bech, Nils (* 1981), norwegischer Sänger
- Bech, Philip (1869–1928), dänischer Theater- und Stummfilmschauspieler
- Bech, Poul Erik (1938–2014), dänischer Fußballspieler und -trainer
- Bech, Tobias (* 2002), dänischer Fußballspieler
- Bech, Troels (* 1966), dänischer Fußballspieler und -trainer
- Bech, Uffe (* 1993), dänischer Fußballspieler
- Bech-Romantschuk, Maryna (* 1995), ukrainische Weitspringerin

### Becha
- Béchamp, Antoine (1816–1908), französischer Chemiker, Mediziner und Pharmazeut
- Bechan, Kiran (* 1982), niederländischer Fußballspieler
- Bechara, Hassan Ali (1945–2017), libanesischer Ringer
- Béchara, Joseph Mohsen (1935–2020), libanesischer Geistlicher, Erzbischof von Antelien der Maroniten
- Bechara, Souha (* 1967), libanesische AttentäterinSouha Bechara (* 1967)

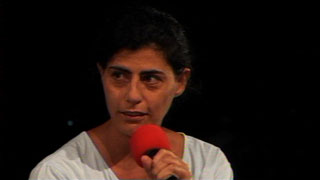
Souha Bechara (* 1967)

- Béchard, Auguste (1883–1965), französischer Politiker, Mitglied der Nationalversammlung
- Béchard, Christine (* 1963), mauritische Leichtathletin
- Béchard, Paul (1899–1982), französischer Politiker, Mitglied der Nationalversammlung
- Bechard, Shera (* 1983), kanadisches Model und Schauspielerin
- Bechari, Mohammed (* 1967), französischer Präsident der Fédération nationale des musulmans de France

### Bechc
- Bechczyc-Rudnicka, Maria (1888–1982), polnische Schriftstellerin, Theaterkritikerin und Übersetzerin

### Bechd
- Bechdel, Alison (* 1960), US-amerikanische Comic-Zeichnerin und Autorin
- Bechdolf, Andreas (* 1967), deutscher Psychiater, Psychotherapeut und Gesundheitsökonom

### Beche
- Bèche, Henry Thomas de la (1796–1855), englischer Geologe
- Bêché, Jean (1855–1917), deutscher Maschinenbauingenieur, Erfinder und Fabrikant
- Beche, Mathias (* 1986), Schweizer Automobilrennfahrer
- Bechefer, Jakob von (1661–1731), königlich preußischer Generalleutnant und Kommandant von Magdeburg
- Bechegas, Carlos (* 1957), portugiesischer Jazzmusiker und Komponist
- Becheir, Ebtehag (* 1930), deutsch-ägyptische Malerin
- Bechel, Johann von († 1522), katholischer Geistlicher und Rentmeister
- Bechem, August (1838–1873), deutscher Ingenieur und Maschinenbau-Unternehmer
- Bechem, Carl (1806–1891), deutscher Unternehmer, Kaufmann und Erfinder
- Bechem, Karl-Günther (1921–2011), deutscher Rennfahrer
- Bechem, Ulrich (1951–2020), deutscher Fußballtorhüter
- Bechen, Marius (* 1985), deutscher Schauspieler
- Becher von Rüdenhof, Frida (1874–1951), österreichische Ärztin, Frauenrechtsaktivistin und NS-Verfolgte
- Becher, Alfred Julius (1803–1848), Hauptführer des Wiener Oktoberaufstand 1848Alfred Julius Becher (1803–1848)

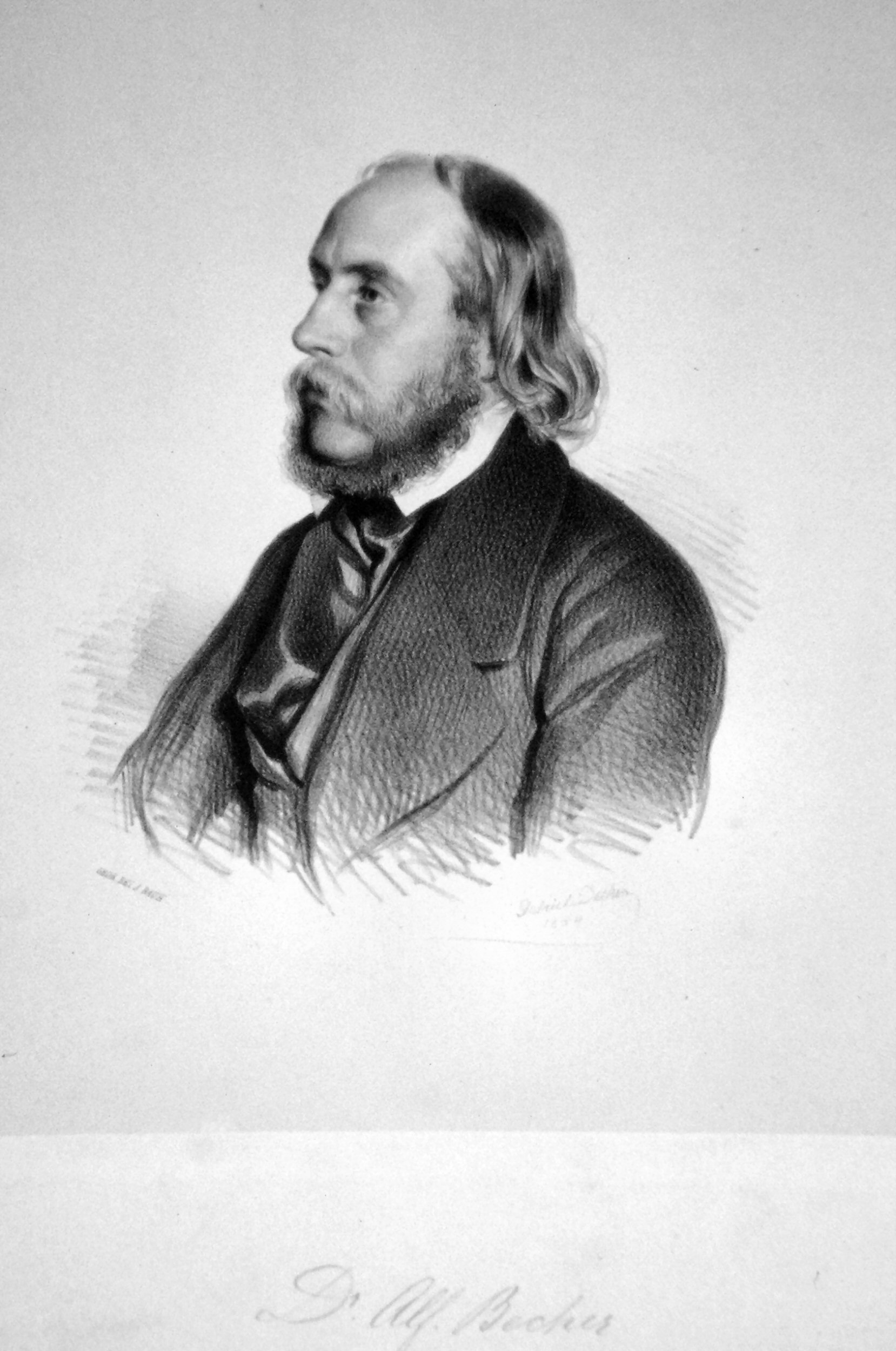
Alfred Julius Becher (1803–1848)

- Becher, Anja (* 1977), schweizerisch-österreichische Schauspielerin
- Becher, August (1816–1890), württembergischer Jurist und Politiker
- Becher, Bernd (1931–2007), deutscher Künstler
- Becher, Bruno (1898–1961), deutscher Jurist und Politiker (FDP), MdL, rheinland-pfälzischer Justizminister
- Becher, Christian (1943–2013), deutscher Kabarettist, Regisseur und Autor
- Becher, David (1725–1792), böhmischer Arzt und Balneologe
- Becher, Emmy (1854–1922), deutsche Journalistin und Übersetzerin
- Becher, Erich (1882–1929), deutscher Philosoph und Psychologe
- Becher, Ernst Siegfried (1884–1926), deutscher Zoologe
- Becher, Erwin (1890–1944), deutscher Mediziner
- Becher, Frank-Tilo (* 1963), deutscher Politiker (SPD); Oberbürgermeister der Stadt Gießen
- Becher, Fritz (1904–1946), deutscher Funktionshäftling im KZ DachauFritz Becher (1904–1946)

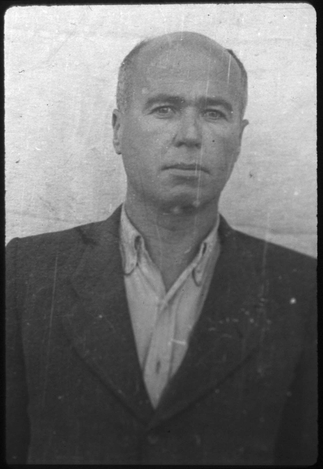
Fritz Becher (1904–1946)

- Becher, Hans (1906–2004), deutscher Heimatforscher und Museumsdirektor
- Becher, Hans Josef (1927–1993), deutscher Schauspieler, Dramaturg und Schauspiellehrer
- Becher, Hans-Jürgen (* 1941), deutscher Fußballspieler
- Becher, Heinrich (1865–1941), deutscher Jurist und Richter
- Becher, Heinz (1933–2019), deutscher Ruderer
- Becher, Hellmut (1896–1976), deutscher Anatom und Hochschullehrer
- Becher, Hilla (1934–2015), deutsche Künstlerin
- Becher, Hugo Emanuel (1871–1942), deutscher Bildhauer
- Becher, Ilsebill, deutsche Dressurreiterin
- Becher, Inken (* 1978), deutsche Fußballspielerin
- Becher, Iris (* 1988), deutsche Schauspielerin
- Becher, Jakob († 1939), deutscher Fußballspieler
- Becher, Johann Joachim (1635–1682), Gelehrter, Leibarzt, Hochschullehrer
- Becher, Johann Mathias von († 1823), württembergischer Oberamtmann
- Becher, Johann Philipp (1752–1831), deutscher Berg- und Hüttentechniker sowie Mineraloge
- Becher, Johannes (* 1988), deutscher Politiker (Bündnis 90/Die Grünen), MdL
- Becher, Johannes R. (1891–1958), deutscher Schriftsteller und Politiker, MdVJohannes R. Becher (1891–1958)

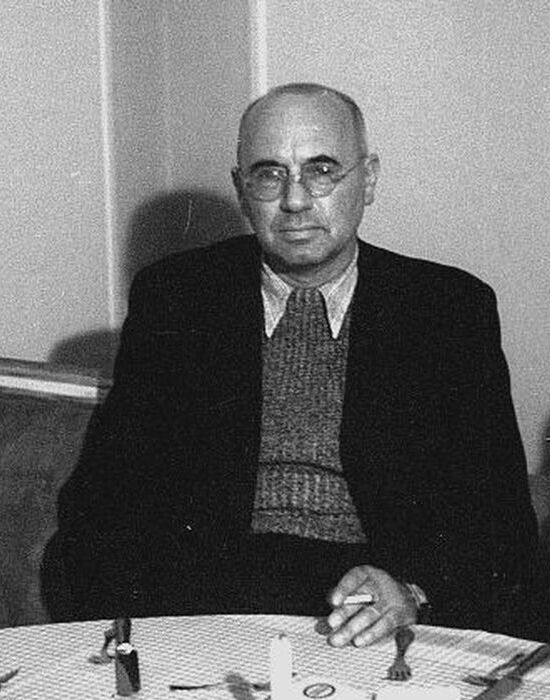
Johannes R. Becher (1891–1958)

- Becher, Josef Vitus (1769–1840), Apotheker und Erstproduzent des „Karlsbader Becherbitter“
- Becher, Julius (1842–1907), deutscher Arzt
- Becher, Jürgen, deutscher Basketballspieler
- Becher, Jürgen (* 1937), deutscher Ökonom und Rechtswissenschaftler
- Becher, Klaus (* 1960), deutscher Fußballspieler
- Becher, Kurt (1909–1995), deutscher SS-Standartenführer im Zweiten Weltkrieg
- Becher, Lilly (1901–1978), deutsche Schriftstellerin und Publizistin
- Becher, Lukas (* 2000), deutscher Handballspieler
- Becher, Manfred (* 1939), deutscher DBD-Funktionär, MdV
- Becher, Martin Roda (* 1944), Schweizer Schriftsteller, Drehbuchautor und Literaturkritiker
- Becher, Matthias (* 1959), deutscher Historiker
- Becher, Max (* 1964), deutscher Fotograf
- Becher, Peter († 2007), deutscher Hörfunkjournalist und Kirchenexperte
- Becher, Peter (* 1952), deutscher Literaturhistoriker und Schriftsteller, Geschäftsführer des Adalbert Stifter Vereins
- Becher, Rolf (1906–2002), deutscher Reiter und Pferdeausbilder
- Becher, Ruth (* 1956), österreichische Politikerin (SPÖ), Landtagsabgeordnete, Abgeordnete zum Nationalrat
- Becher, Siegfried (1806–1873), Statistiker und Nationalökonom
- Becher, Susanne (* 1970), deutsche Eiskunstläuferin
- Becher, Theodor (1876–1948), deutscher Wasserbauingenieur
- Becher, Udo (1905–1981), deutscher Ingenieur und Hochschullehrer
- Becher, Ulrich (1910–1990), deutscher Schriftsteller und StückeschreiberUlrich Becher (1910–1990)

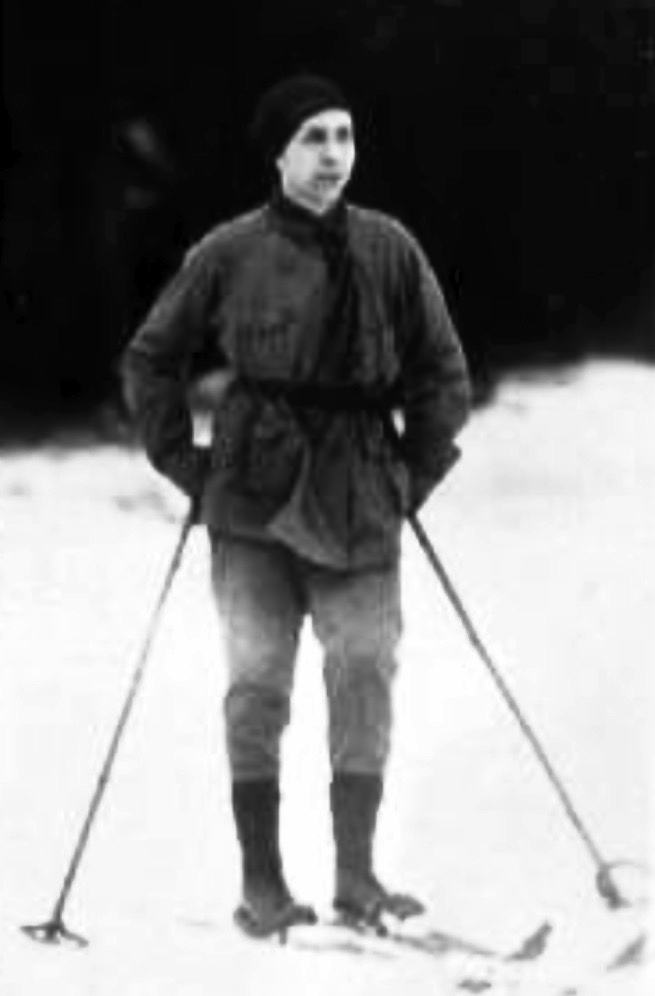
Ulrich Becher (1910–1990)

- Becher, Ursula A. J. (1934–2023), deutsche Historikerin, Geschichtsdidaktikerin und Hochschullehrerin
- Becher, Walter (1912–2005), deutscher Journalist, Politiker (Deutsche Gemeinschaft, GB/BHE, GDP, CSU), MdL, MdB und Lobbyist der Heimatvertriebenen
- Becher, Werner (* 1972), österreichischer Politiker und Unternehmer
- Becher, Wilhelm (* 1812), deutscher evangelisch-lutherischer Theologe und Heimatforscher
- Becher, Will, britischer Animator und Filmregisseur
- Becher, William (1898–1969), deutscher Schriftsteller
- Becher, Wolf (1862–1906), deutscher Internist und Tuberkuloseforscher
- Becherer, Alfred (1897–1977), Schweizer Botaniker
- Becherer, Antonia (* 1963), deutsche Eiskunstläuferin
- Becherer, Ernst (1884–1963), deutscher Verwaltungsbeamter und Politiker
- Becherer, Ferdinand (* 1963), deutscher Eiskunstläufer
- Becherer, Friedrich (1747–1823), deutscher Architekt und Ingenieur, preußischer Baubeamter und Hochschullehrer
- Becherer, Gerhard (1915–2003), deutscher Experimentalphysiker
- Becherer, Ludwig (1796–1846), württembergischer Landtagsabgeordneter
- Becherer, Moritz Ernst (* 1889), deutscher Politiker (SPD), Abgeordneter des Provinziallandtages Hessen-Nassau
- Becherer, Theodor von (1823–1883), deutscher Verwaltungsbeamter
- Bechert, Emil (1843–1898), badischer Verwaltungsjurist und Politiker
- Bechert, Ernst (* 1958), deutscher Komponist
- Bechert, Fanny (* 1986), deutsche Autorin, Sprecherin und Hörbuchsprecherin
- Bechert, Heinrich (1926–2005), deutscher Bauingenieur
- Bechert, Heinz (1932–2005), deutscher Indologe und Buddhologe
- Bechert, Helge (* 1968), deutscher Schauspieler
- Bechert, Helmut (* 1933), deutscher Oberst im Ministerium für Staatssicherheit der DDR
- Bechert, Johannes (1931–1994), deutscher Sprachwissenschaftler und Professor für Linguistik
- Bechert, Karl (1901–1981), deutscher Politiker (SPD), MdB und theoretischer Physiker
- Bechert, Rudolf (1900–1961), deutscher Jurist
- Bechert, Tilmann (* 1939), deutscher provinzialrömischer Archäologe
- Bechert, Tinka (* 1975), deutsche Bildende Künstlerin
- Becheru, Petre (* 1960), rumänischer Gewichtheber
- Béchervaise, John (1910–1998), australischer Schriftsteller, Lehrer, Bergsteiger und Forschungsreisender
- Béchet, Michel (1941–2019), französischer Radrennfahrer, Weltmeister im Radsport
- Bechet, Michel (* 1964), luxemburgischer Fußballspieler
- Bechet, Sidney (1897–1959), US-amerikanischer Sopransaxophonist und KlarinettistSidney Bechet (1897–1959)

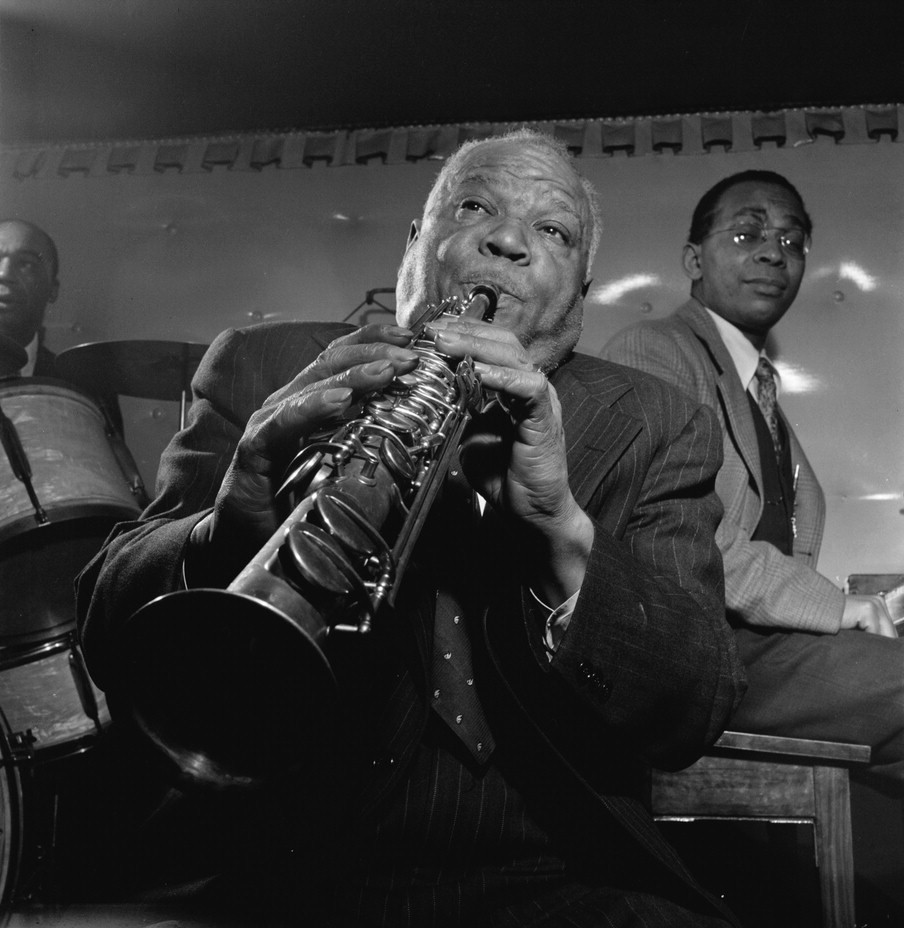
Sidney Bechet (1897–1959)

### Bechg
- Bechgaard, Klaus (1945–2017), dänischer Chemiker

### Bechh
- Bechhaus-Gerst, Marianne (* 1958), deutsche Ethnologin und Afrikanistin
- Bechhofer, Frank (1935–2018), britischer Soziologe
- Bechhold, Heinrich (1866–1937), deutscher Chemiker und Hochschullehrer

### Bechi
- Bechi, Gino (1913–1993), italienischer Opernsänger (Bariton) und Schauspieler
- Bechi, Guglielmo (1791–1852), italienischer Architekt des Klassizismus und Archäologe
- Bechi, Luigi (1830–1919), italienischer Maler
- Bechina, Friedrich (* 1966), österreichischer römisch-katholischer Ordenspriester und Kurienbeamter
- Bechinger, Clemens, deutscher Physiker und Hochschullehrer
- Bechinger, Stephan, deutscher Filmeditor
- Bechinie, Robert (1920–1982), österreichischer Steuerberater und Politiker (SPÖ), Abgeordneter zum Nationalrat
- Bechir Bel Hadj, Ahmed (* 1950), tunesischer Handballspieler
- Béchir, Gabriel (1927–2001), französischer Szenenbildner
- Bechis, Marco (* 1955), italienisch-chilenischer Filmregisseur und Drehbuchautor
- Bechius, Philippus (1521–1560), klassischer Philologe und Hochschullehrer

### Bechl
- Bechler, André (1883–1978), Schweizer Konstrukteur, Unternehmer und Mäzen
- Bechler, Anna (1861–1941), deutsche Schriftstellerin
- Bechler, Bastian (* 1990), deutscher Ruderer
- Bechler, Bernhard (1911–2002), deutscher Offizier der Wehrmacht und der NVA
- Bechler, Carl (1886–1945), deutscher Sprinter und Speerwerfer
- Bechler, Franz (* 1950), deutscher Handballspieler
- Bechler, Gustav (1870–1959), deutscher Maler und Holzschneider
- Bechler, Helmut (1898–1971), deutscher Generalmajor der Wehrmacht
- Bechler, Johann Christian (1784–1857), Bischof der Herrnhuter Brüdergemeine und Komponist
- Bechler, Josef (* 1944), deutscher Handballspieler
- Bechler, Margret (1914–2002), deutsche Offiziersfrau
- Bechler, Wilhelm (1924–2010), deutscher Eishockeyspieler
- Bechlerowa, Helena (1908–1995), polnische Kinderbuchautorin
- Bechly, Günter (1963–2025), deutscher PaläontologeGünter Bechly (1963–2025)

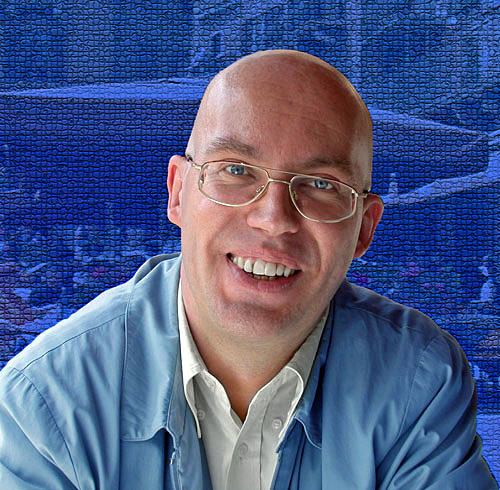
Günter Bechly (1963–2025)

- Bechly, Hans (1871–1954), deutscher Kaufmann und Gewerkschafter

### Bechm
- Bechmann, Andreas (* 1999), deutscher Mehrkämpfer
- Bechmann, Arnim (1943–2014), deutscher Wirtschaftswissenschaftler und Zukunftsforscher
- Bechmann, August von (1834–1907), deutscher Rechtswissenschaftler und Hochschullehrer
- Bechmann, Barbara (* 1950), deutsche Politikerin (CDU), MdL, Richterin am Thüringer Verfassungsgerichtshof
- Bechmann, Christoph (* 1971), deutscher Hockeynationalspieler
- Bechmann, Friedemann (1628–1703), deutscher lutherischer Theologe
- Bechmann, Hartmut (1939–2013), deutscher Kunstglasbläser, Glaskünstler und Bildhauer
- Bechmann, Henrik (* 1955), dänischer Fußballspieler
- Bechmann, Ingo (* 1968), deutscher Neuroanatom, Neuroimmunologe und Hochschullehrer
- Bechmann, Johann Volkmar (1624–1689), deutscher Rechtswissenschaftler
- Bechmann, Karl-Heinz (* 1944), deutscher Fußballspieler
- Bechmann, Lucien (1880–1968), französischer Architekt, Architekturtheoretiker
- Bechmann, Tommy (* 1981), dänischer Fußballspieler
- Bechmann, Trude (1904–1982), österreichische Schauspielerin
- Bechmann, Ulrike (* 1958), deutsche römisch-katholische Theologin
- Bechmann, Walter (1887–1967), deutscher Schauspieler

### Becho
- Becho, Vicki (* 2003), französische Fußballspielerin

### Bechr
- Bechrakis, Emmanuel (1931–2023), griechischer Augenarzt, Hochschullehrer und Förderer der griechischen Sprache und Kultur
- Bechri, Chiraz (* 1998), tunesische Tennisspielerin

### Bechs
- Bechstädt, Thilo (* 1944), deutscher Geologe
- Bechstatt, Heinrich Ludwig Johannes (1825–1893), königlich preußischer Generalmajor und zuletzt Kommandeur der 36. Infanteriebrigade
- Bechstedt, Friedhelm (* 1949), deutscher Physiker und Hochschullehrer
- Bechstedt, Hanna (* 1952), deutsche Schauspielerin und Synchronsprecherin
- Bechstedt, Horst (* 1928), deutscher Fußballspieler
- Bechstedt, Johann Kaspar (1735–1801), deutscher Gärtner und Autor
- Bechstein, Carl (1826–1900), deutscher KlavierbauerCarl Bechstein (1826–1900)

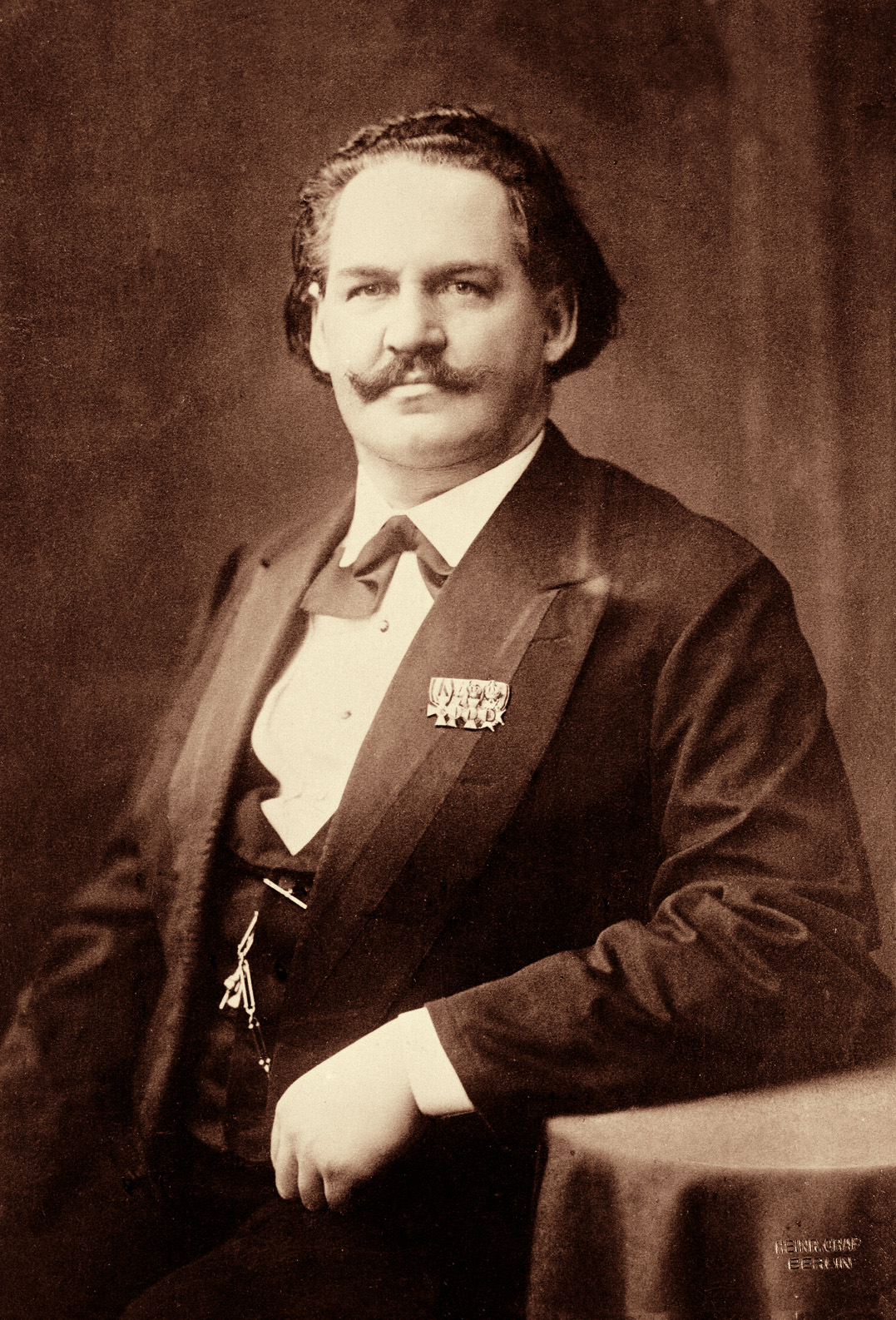
Carl Bechstein (1826–1900)

- Bechstein, Charlotte (1939–2015), deutsche Schriftstellerin, Bibliothekarin und Drehbuchautorin
- Bechstein, Claudia (* 1978), deutsches Fotomodell und eine Moderatorin
- Bechstein, Edwin (1859–1934), deutscher Klavierproduzent
- Bechstein, Gunter (* 1943), deutscher Politiker (CDU), Ingenieur, Volkskammerabgeordneter
- Bechstein, Heinrich (1841–1912), deutscher Orgelbauer
- Bechstein, Helene (1876–1951), deutsche Gönnerin Adolf Hitlers
- Bechstein, Johann Matthäus (1757–1822), deutscher Naturforscher, Forstwissenschaftler und Ornithologe
- Bechstein, Julius, Komponist von Stummfilmmusik
- Bechstein, Lothar (1884–1936), Schweizer Maler
- Bechstein, Ludwig (1801–1860), deutscher Schriftsteller, Bibliothekar und ArchivarLudwig Bechstein (1801–1860)

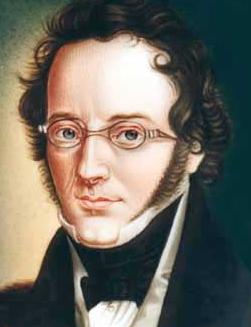
Ludwig Bechstein (1801–1860)

- Bechstein, Paul, deutscher Turnfunktionär und Fechter
- Bechstein, Reinhold (1833–1894), deutscher Germanist, Philologe und Hochschullehrer
- Bechstein, Rudolf (1897–1961), deutscher Landschaftsmaler und Fotograf
- Bechstein, Walter (1918–1983), deutscher Schauspieler
- Bechstein, Wolf (* 1958), deutscher Mediziner

### Becht
- Becht, Alexander (* 1986), deutscher Schauspieler
- Becht, Ambrosius (1514–1564), Bürgermeister von Heilbronn
- Becht, Andy (* 1974), deutscher Jurist und Anwalt, Staatssekretär im Ministerium für Wirtschaft, Verkehr, Landwirtschaft und Weinbau Rheinland-Pfalz
- Becht, Bart (* 1956), niederländischer Manager
- Becht, Eberhard Ludwig (1732–1803), deutscher Archivar und Bürgermeister von Heilbronn
- Becht, Erich (1926–2017), deutscher Musiker, Arrangeur, Schlagerkomponist und Musikproduzent
- Becht, Friederike (* 1986), deutsche SchauspielerinFriederike Becht (* 1986)

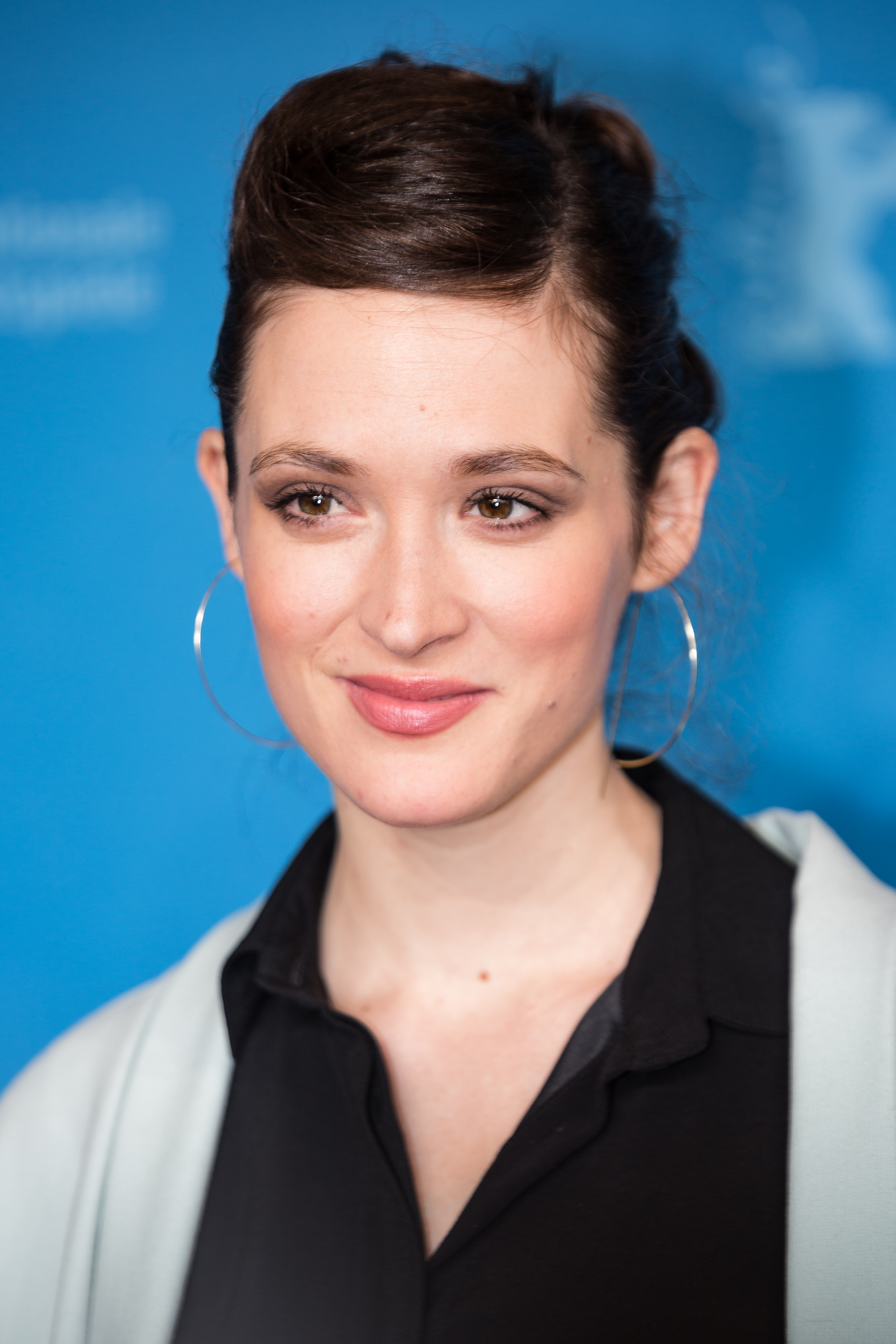
Friederike Becht (* 1986)

- Becht, Georg (1548–1606), Bürgermeister von Heilbronn
- Becht, Gerd (* 1952), deutscher Rechtsanwalt und Mitglied des Vorstandes der Deutschen Bahn
- Becht, Hans-Peter (* 1955), deutscher Historiker
- Becht, Hermann (1939–2009), deutscher Bariton
- Becht, Johann Georg (1661–1733), deutscher Bürgermeister von Heilbronn (1731–1733)
- Becht, Josef Anton (1858–1926), deutscher Organist, Kapellmeister, Dirigent und Musikpädagoge
- Becht, Markus (* 1971), deutscher Bodybuilder
- Becht, Michael, deutscher Geograph
- Bechtejew, Wladimir Georgijewitsch (1878–1971), russischer Maler
- Bechtel, Aleksandra (* 1972), deutsche FernsehmoderatorinAleksandra Bechtel (* 1972)

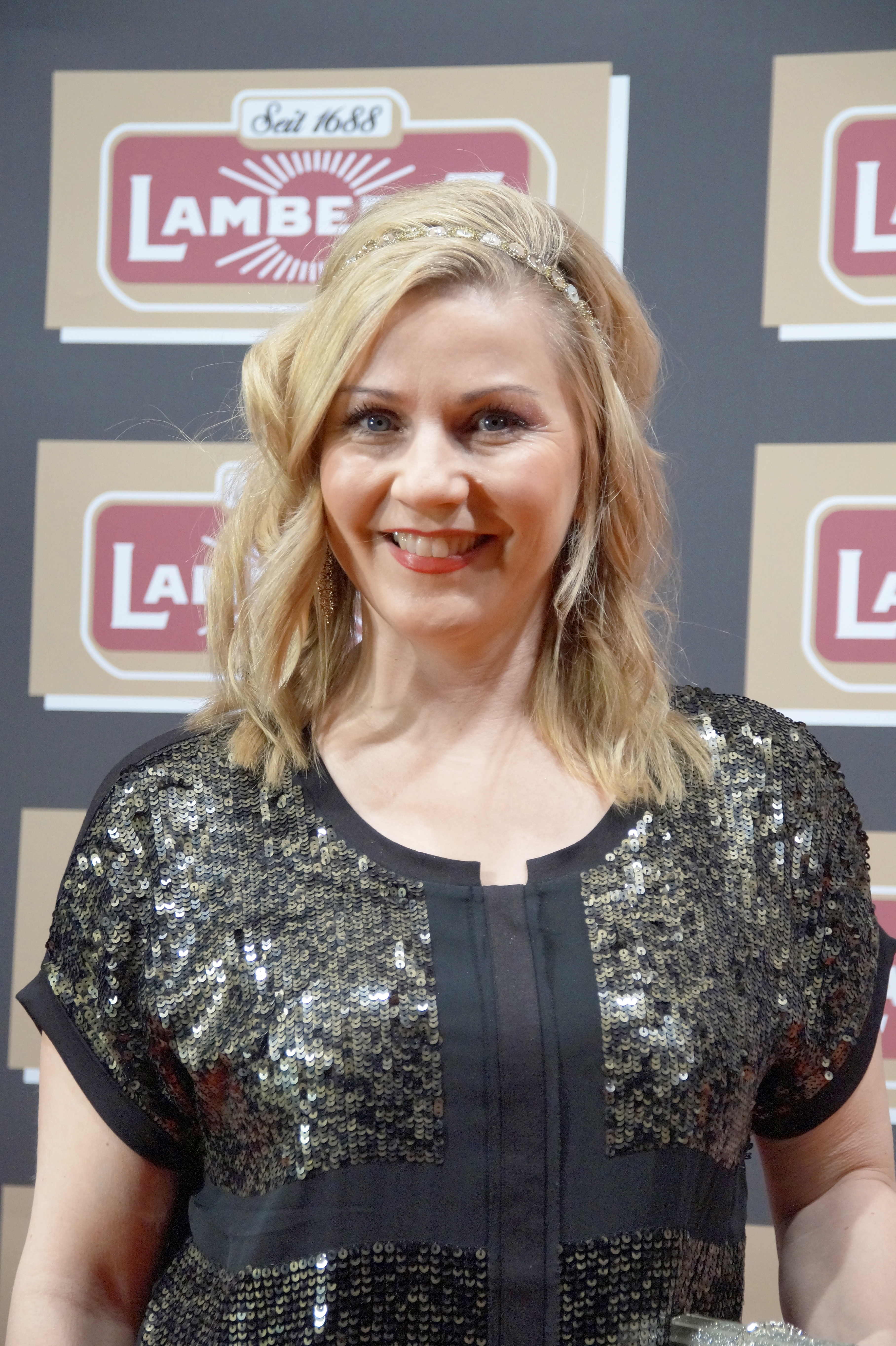
Aleksandra Bechtel (* 1972)

- Bechtel, Brendan (* 1981), US-amerikanischer Manager und Erbe
- Bechtel, Friedrich (1855–1924), deutscher Sprachwissenschaftler
- Bechtel, Heinrich (1882–1962), deutscher Politiker (SPD), MdL
- Bechtel, Heinrich (1889–1970), deutscher Wirtschaftshistoriker und Hochschullehrer
- Bechtel, Helene (1866–1945), deutsche Schriftstellerin
- Bechtel, Jessica (* 1984), deutsche Ringerin
- Bechtel, Jim (* 1952), US-amerikanischer Pokerspieler
- Bechtel, Joseph (1879–1942), römisch-katholischer Priester, Todesopfer im KZ Dachau
- Bechtel, Lothar (1926–1989), deutscher Fußballspieler
- Bechtel, Nicolas (* 2005), US-amerikanischer Schauspieler
- Bechtel, Otto (1868–1939), deutscher Marineoffizier, zuletzt Konteradmiral der Reichsmarine
- Bechtel, Riley P. (* 1952), US-amerikanischer Manager und Erbe
- Bechtel, Stephen Jr. (1925–2021), US-amerikanischer Unternehmer, Bauingenieur und Miteigentümer der Bechtel Corporation
- Bechtel, Warren A. (1872–1933), US-amerikanischer Bauunternehmer und Bauingenieur
- Bechteler, Christoph (* 1935), deutscher Metallbildhauer
- Bechteler, Eduard (1890–1983), deutscher Kunstmaler und Bildhauer
- Bechteler, Theo (1903–1993), deutscher Bildhauer und Kunstmaler
- Bechteler-Moses, Else (1933–2023), deutsche Teppichkünstlerin
- Bechter, Gottlieb (1872–1960), österreichischer Politiker (CSP), Landtagsabgeordneter zum Vorarlberger Landtag
- Bechter, Josef (1859–1945), österreichischer Politiker (CSP), Landtagsabgeordneter zum Vorarlberger Landtag
- Bechter, Patrick (* 1982), österreichischer Skirennläufer
- Bechterew, Wladimir Borissowitsch (* 1973), kirgisischer Biathlet
- Bechterew, Wladimir Michailowitsch (1857–1927), russischer Neurologe, Neurophysiologe und PsychiaterWladimir Michailowitsch Bechterew (1857–1927)

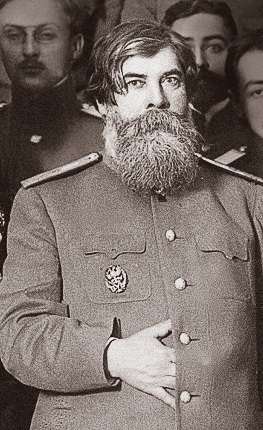
Wladimir Michailowitsch Bechterew (1857–1927)

- Bechterewa, Natalja Petrowna (1924–2008), sowjetisch-russische Neurophysiologin
- Bechtermünz, Heinrich († 1467), Inkunabeldrucker
- Bechtermünz, Nikolaus, deutscher Buchdrucker
- Bechthold, Ilse (1927–2021), deutsche Leichtathletin und Leichtathletikfunktionärin
- Bechtholdt, Carlos (* 1969), argentinischer Fußballspieler
- Bechtholdt, Franco (* 1993), argentinischer Fußballspieler
- Bechthum, Rosemarie (* 1943), deutsche Politikerin (SPD), MdL
- Bechtle, Eberhard (1959–1986), deutscher Lyriker und Erzähler
- Bechtle, Edmund (* 1947), deutscher Grafiker und Maler, dessen Schaffensschwerpunkt in der DDR lag
- Bechtle, Otto Heinrich (1860–1941), deutscher Verwaltungsjurist
- Bechtle, Otto Wolfgang (1918–2012), deutscher Unternehmer, Verleger und Herausgeber
- Bechtle, Reinhold (1907–1938), deutsches KPD-Mitglied und Widerstandskämpfer gegen die NS-Diktatur
- Bechtle, Robert (1932–2020), US-amerikanischer Maler und Grafiker
- Bechtle, Stephan, deutscher Produzent
- Bechtle, Wilhelm (1906–1971), deutscher Politiker (KPD), MdL
- Bechtle, Wolfgang (1920–1983), deutscher Schriftsteller und Naturfotograf
- Bechtle-Bechtinger, Joachim (* 1926), deutscher Schriftsteller
- Bechtle-Kappis, Emma (1875–1957), deutsche Malerin
- Bechtler, Christopher (1782–1843), deutsch-US-amerikanischer Goldschmied und Feinmechaniker
- Bechtler, Cornelius (* 1968), deutscher Politiker (Bündnis 90/Die Grünen)
- Bechtler, Hans (1904–1998), Schweizer Unternehmer und Kunstsammler
- Bechtler, Hildegard (* 1951), deutsche Bühnen- und Kostümbildnerin
- Bechtler, Ruedi (* 1942), Schweizer Künstler
- Bechtler, Thomas W. (* 1949), Schweizer Unternehmer und Kunstsammler
- Bechtler, Walter (1905–1994), Schweizer Unternehmer und Kunstsammler
- Bechtloff, Jens (* 1986), deutscher Handballspieler
- Bechtluft, Jan Peter (* 1971), deutscher Politiker; Bürgermeister in Papenburg
- Bechtluft, Verena (* 1986), deutsche Keglerin
- Bechtold, Adolf (1926–2012), deutscher Fußballspieler
- Bechtold, Albert (1885–1965), österreichischer Bildhauer
- Bechtold, Bernd (* 1947), deutscher Unternehmer
- Bechtold, Bruce (* 1952), deutscher Katamaransegler
- Bechtold, Carl (1762–1809), hessischer Generalstabschef
- Bechtold, Carl von (1791–1866), hessischer Generalleutnant und Abgeordneter
- Bechtold, Christian von (1798–1880), hessischer Generalstabschef
- Bechtold, Dieter (* 1934), deutscher Politiker (CDU), MdL
- Bechtold, Erwin (1925–2022), deutscher Maler
- Bechtold, Friedrich Martin von (1866–1924), Kreisrat und Kreisdirektor in Hessen
- Bechtold, Friedrich von (1800–1872), deutscher Jurist und Politiker
- Bechtold, Fritz (1901–1961), deutscher Bergsteiger
- Bechtold, Gerhard (* 1929), deutscher Fußballspieler
- Bechtold, Gottfried (* 1947), österreichischer bildender Künstler
- Bechtold, Gustav (1876–1951), deutscher Verwaltungsjurist
- Bechtold, Hermann von (1836–1902), deutscher Verwaltungsjurist
- Bechtold, Johann Conrad (1698–1786), deutscher Kirchenmaler und Stuckateur des Barock, in Unterfranken
- Bechtold, Johann Georg (1732–1805), deutscher evangelischer Theologe
- Bechtold, Matthias (1886–1940), österreichischer Bildhauer
- Bechtold, Otto (1928–2019), deutscher Geistlicher, Generalvikar im Erzbistum Freiburg
- Bechtold, Toni Amadeus (* 1986), deutscher Jazzmusiker (Tenorsaxophon, Bassklarinette) und Musikforscher
- Bechtold, Walter (* 1947), deutscher Fußballspieler
- Bechtold, Wolfgang (1908–1990), deutscher NS-Funktionär, Verwaltungsbeamter und späterer Landrat in Lörrach
- Bechtoldt, Wolfgang (1922–1986), deutscher Mediziner und Facharzt für Orthopädie
- Bechtolf, Erich (1891–1969), deutscher Jurist und Aufsichtsratsvorsitzender der Deutschen Bank
- Bechtolf, Sven-Eric (* 1957), deutscher Schauspieler, Theater- und Opernregisseur
- Bechtolsheim, Andreas von (* 1955), deutscher Informatiker und Unternehmer, Mitbegründer von Sun MicrosystemsAndreas von Bechtolsheim (* 1955)

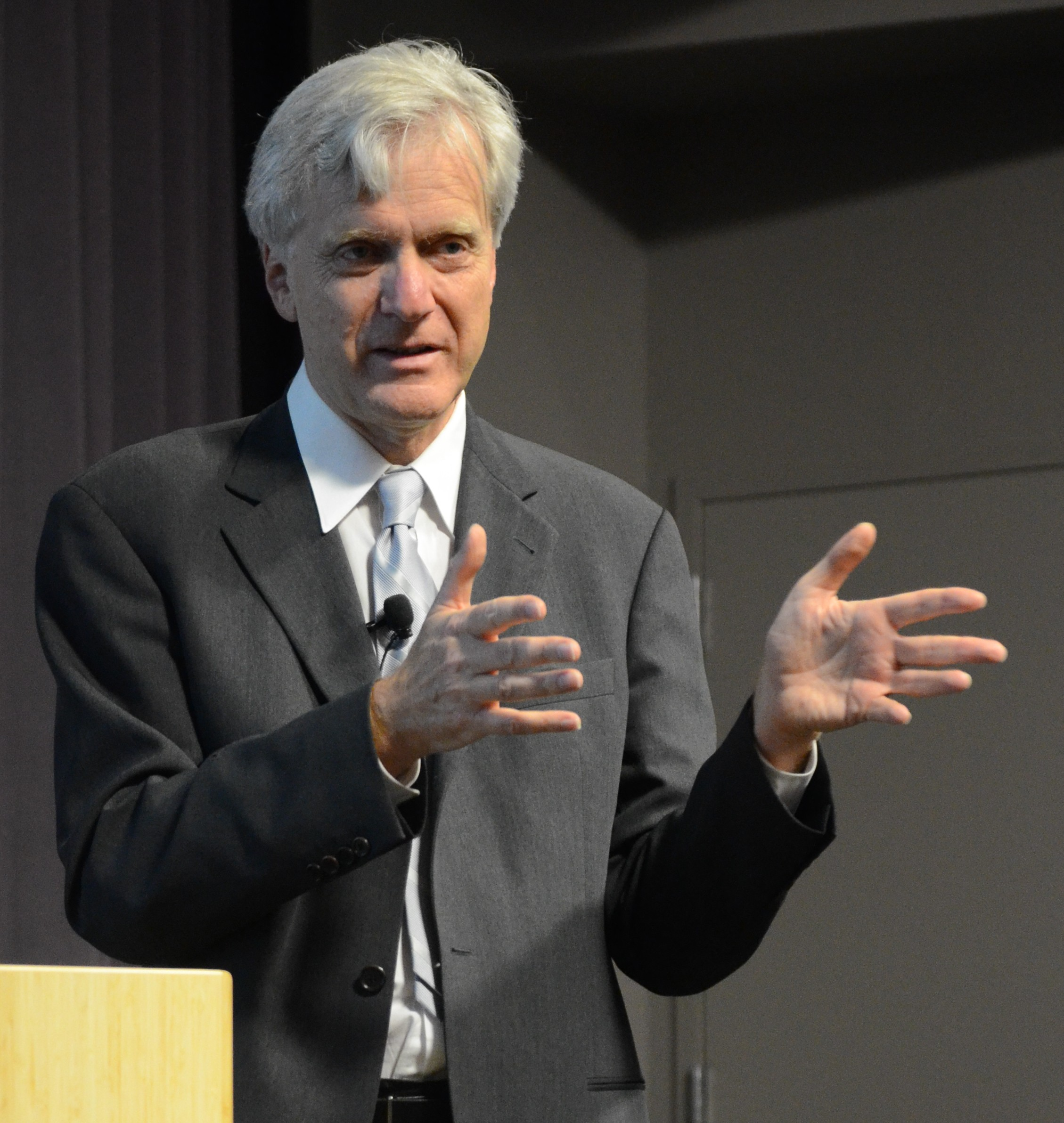
Andreas von Bechtolsheim (* 1955)

- Bechtolsheim, Anton von (1834–1904), habsburgisch-österreichischer General
- Bechtolsheim, Clemens von (1852–1930), deutscher Ingenieur und Erfinder
- Bechtolsheim, Gustav von (1842–1924), deutscher Maler
- Bechtolsheim, Johann Ludwig von (1739–1806), Staatsbeamter in verschiedenen ernestinischen Herzogtümern
- Bechtolsheim, Julie von (1751–1847), deutsche Dichterin
- Bechtolsheim, Lulu Hofmann (1902–1989), US-amerikanische Mathematikerin und Hochschullehrerin
- Bechtolsheim, Otto von (1910–1999), deutscher Ministerialbeamter
- Bechtolsheimer, Heinrich (1868–1950), deutscher protestantischer Pfarrer und rheinhessischer Heimatschriftsteller
- Bechtolsheimer, Wilhelm (1911–1995), deutscher Kommunalpolitiker (SPD)

### Bechu
- Béchu, Christophe (* 1974), französischer Politiker (Horizons)

### Bechy
- Bechyně, Rudolf (1881–1948), tschechischer sozialdemokratischer Politiker und Journalist